# Flughafen Hyderabad

i8
i11
i13
Der ca. 617 m hoch gelegene Flughafen Hyderabad (englisch Hyderabad Airport, auch Rajiv Gandhi International Airport, IATA-Code: HYD, ICAO-Code: VOHS) ist ein internationaler Verkehrsflughafen im Distrikt Rangareddy, ca. 23 km (Fahrtstrecke) südwestlich der Millionenstadt Hyderabad, der Hauptstadt des indischen Bundesstaats Telangana. Er ist der viertgrößte Flughafen Indiens.

## Geschichte
Der am 23. März 2008 eröffnete Flughafen ersetzte den alten Begumpet Airport. Nach einem geplanten Ausbau soll er bei Normalbetrieb bis zu 50 Millionen Fluggäste jährlich aufnehmen können.

## Flugverbindungen
Der Flughafen Hyderabad ist ein wichtiges Drehkreuz in Südasien und wird von zahlreichen Fluggesellschaften angeflogen. Nationale Flüge verbinden Hyderabad mit nahezu allen wichtigen Regionen und Städten Indiens; internationale Flüge sind wegen der COVID-19-Pandemie derzeit eingeschränkt und führen hauptsächlich in die Golfstaaten Dubai, Sharjah und Maskat.

## Zwischenfälle
- Am 15. März 1973 verunglückte eine Hindustan Aeronautics HAL 748 der Indian Airlines (Luftfahrzeugkennzeichen VT-EAU) bei einem Trainingsflug auf dem Flughafen Hyderabad-Begumpet. Nachdem ein Triebwerksausfall beim Start simuliert wurde, streifte die rechte Tragflächenspitze in einer Kurve während der Platzrunde Bäume und Hochspannungsleitungen. Die Maschine stürzte in ein Haus und fing Feuer. Alle drei Besatzungsmitglieder und eine Person am Boden kamen ums Leben.[3]

## Sonstiges
- Der Flughafen hat zwei Start- und Landebahnen, die auch für Großraumflugzeuge geeignet sind.
- Betreiber ist die GMR Hyderabad International Airport Ltd.[4]
- Im Mai 2011 eröffnete Lufthansa Cargo ein Luftfahrt-Drehkreuz für temperaturempfindliche Fracht am Flughafen Hyderabad. Es soll zum wichtigsten Drehkreuz für temperaturempfindliche Pharmatransporte in Südasien ausgebaut werden.